# Acanthodelta senior
Acanthodelta senior là một loài bướm đêm trong họ Noctuidae.